# Tungsenia paradoxa
La tungsenia (Tungsenia paradoxa) è un pesce osseo estinto, appartenente ai tetrapodomorfi. Visse nel Devoniano inferiore (circa 409 milioni di anni fa) e i suoi resti fossili sono stati ritrovati in Cina. È considerato il più basale (primitivo) tra i tetrapodomorfi.

## Descrizione
Questo animale era di piccole dimensioni, e non superava la lunghezza di 20 centimetri. L'aspetto era piuttosto simile a quello dei tetrapodomorfi più evoluti come Osteolepis, ma vi erano alcune caratteristiche arcaiche (come un largo osso parasfenoide e fossette internasali appaiate) che richiamavano i dipnoi primitivi, come Dipnorhynchus. Tra le caratteristiche evolute di Tungsenia si ricordano una scanalatura per la vena pituituaria nel processo basipterigoide, piastre dentali parasinfisiali piatte e un recesso a forma di goccia di fronte al foramen ottico.

## Classificazione
Tungsenia è stato descritto per la prima volta nel 2012 sulla base di fossili ritrovati nello Yunnan (Cina), ed è stato ascritto ai tetrapodomorfi, il grande gruppo di vertebrati che include i veri tetrapodi (dotati di zampe) e i loro stretti parenti come Eusthenopteron, Panderichthys e Osteolepis. Tungsenia, a causa delle sue caratteristiche arcaiche miste a quelle più evolute, è considerato il più basale di questo gruppo.

## Paleobiologia
Tungsenia era un piccolo predatore che viveva nelle acque marine basse e vicine alla costa.